# 張毓泰
张毓泰（1585年—1662年），號履素，山东济南府邹平县军籍。明朝官员。

## 生平
萬曆三十七年（1609年）己酉科山东鄉試舉人，天啓二年（1622年）壬戌科進士。初官邢台县知县。事无巨细，皆躬亲之。父就养官署，闵其过劳，对曰：士行运甓，且日习劳。儿乃当惜分阴者，敢泄泄乎？断豫让桥日泉水利之争，人以执法明允，刻石颂之。以外艰归，起补汾阳县知县。崇祯元年戊辰谷价方平，毓泰预占年不稔，听论民储谷菜为御灾计。亡何，天大旱，斋戒取水，贺将军泉，步行二十里乞祷，至夜大雨盈尺，邻境若介休、平遥、文水田仍龟坼如故，同官何腾蛟戏谓造化有私，亦心折于汾令矣。明年洊饥，立八厂煮糜粥食饿人，设法周诸生之急，择立社师四十三人，使教幼童六百。天将寒，立冬生院，具暖洞煤炉，令男女异宿，晚给秫粥，晨饮以椒姜汤。饥后疫起，乃设阳春局于书院前，及东郭达原，饮剂药日日施散，以活病者。又因岁凶宜恤民，刊吕叔简刑戒普劝，同官都御史耿如杞下教曰：饥民一入汾境，便游华胥，顾安得为全活者一一致谢乎！后以神京戒严，土贼大起，上官使来守城，毓泰以为惊众，力争罢其事。唯简阅战守具待之，贼至即帅民兵与战，贼皆逃。五年壬申入觐，改永年县知县，首剪王谦、刘三谦两巨蠹，捐赀修学宫及漳川书院，以临洺关为邑之门户，峻具台垣，增河外品字坑，暇日濬城河，教民种菱藕，蕃水利。八年内擢武选司主事，十年出为宁武关兵备道。适虎镇贾庄兵溃，回即略惩弃甲者。吊国殇，恤孤儿，监军内珰牛某颐指气使，诸道司独毓秦盛气不为下，旋移大梁，再移通州监军。十三年以内艰归，辛巳邹平大饥，煮粥协官赈济，收哺弃儿，俟长大归其父母，童子愿学者则推广父乡贤公（张奇策）义塾旧法，延师训之。崇祯甲申革命，犹家居。明年乙酉以人材徵授山西按察使，又明年升江西右布政使，顺治三年丙戌岁也。江西有南昌、赣州两府归附，在是年十月部议豁其本年以前额税，布政左使忿其向化独迟，欲抗章尽征之，毓素力争乃免，任满注上考，已而罢归。康熙二年卒，年七十有八，祀山西名宦祠，汾阳东郭及永安镇所立两生祠尚存，皆有碑。毓泰裔孙以选贡再令山西时，手录其文以归焉。墓在城西十里接官亭南。

## 家族
父张奇策。